# Polype juvénile
 Mise en garde médicale
En médecine, un polype juvénile est une tumeur bénigne, de type hamartomateuse, se développant sur l'ensemble du tube digestif (le plus souvent le côlon et le rectum).
Il s'agit du type de polype le plus souvent rencontré chez les enfants, souvent de moins de 7 ans, mais peuvent tout de même être diagnostiqués à tous les âges, mais rarement après 20 ans.
C'est une lésion arrondie et lisse, généralement unique et mesure en général 1 cm de diamètre mais peut parfois mesurer jusqu'à 3 cm de diamètre. Il possède un pédicule court et large et de petits kystes remplis de mucus. Il ne présente jamais d'atypie cellulaire.
Le polype juvénile pour la plupart des cas ne provoque aucun symptômes mais sa présence peut parfois se manifester par des rectorragies, une alternance de diarrhée et constipation et un excès de mucus dans les selles. Il s'élimine habituellement spontanément (nécrose après torsion du pédicule). Aucun traitement n'est donc nécessaire en cas de découverte fortuite.
Il existe des syndromes génétiques de polyposes hamartomateuses (polypes multiples), tels que la polypose juvénile familiale, le syndrome de Peutz-Jeghers, le syndrome de Cowden ou le syndrome de Cronkhite-Canada. Dans ces syndromes, les polypes présentent un risque de transformation tumorale, ce qui n'est absolument pas le cas du polype juvénile isolé.
Le polype juvénile, bénin et sans risque de dégénérescence, ne doit également pas être confondu avec un polype adénomateux, à risque de transformation maligne.